# جيمس هاردي (كرة سلة)
جيمس هاردي (بالإنجليزية: James Hardy)‏ مواليد 1 ديسمبر 1956 في نوكسفيل، ألاباما، هو لاعب كرة سلة أمريكي سابق. بدأ مسيرته الاحترافية في سنة 1978. تم اختياره من قبل فريق يوتا جاز خلال الدرافت. حمل الرقم 11. يبلغ طوله 6 قدم 8 بوصة (2.0 م). اعتزل اللعب في 1990. أحرز خلال مسيرته في الإن بي إيه 1410 نقطة بمعدل 5.7 نقاط في المباراة الواحدة.

## المسيرة الاحترافية
لعب مع يوتا جاز من سنة 1978 إلى 1982، ثم لعب مع أماتوري أوديني من سنة 1982 إلى 1984، ثم لعب مع منز سانا 1871 باسكت في موسم 1984–1985، ثم لعب مع نادي أورينسي لكرة السلة في الدوري الإسباني في موسم 1989–1990.

## روابط خارجية
- جيمس هاردي على موقع إن بي أي (الإنجليزية)
- جيمس هاردي على موقع سبورتس رفرنس (الإنجليزية)
- جيمس هاردي على موقع الدوري الإسباني لكرة السلة (الإسبانية)
- جيمس هاردي على موقع كلية كرة السلة في سبورتس رفرنس.كوم (الإنجليزية)
- جيمس هاردي على موقع ريلجم (الإنجليزية)
- جيمس هاردي على موقع بروبوليرز (الإنجليزية)
- جيمس هاردي على موقع سبورتس رفرنس (الإنجليزية)